# US Open 1972
Lo US Open 1972 è stata la 92ª edizione dello US Open e quarta prova stagionale dello Slam per il 1972. Si è disputato dal 28 agosto al 10 settembre al West Side Tennis Club nel quartiere di Forest Hills di New York negli Stati Uniti. 
Il singolare maschile è stato vinto dal rumeno Ilie Năstase, che si è imposto sullo statunitense Arthur Ashe in cinque set col punteggio di 3–6, 6–3, 6–7, 6–4, 6–3. Il singolare femminile è stato vinto dalla statunitense Billie Jean King, che ha battuto in finale l'australiana Kerry Melville Reid. Nel doppio maschile si sono imposti Cliff Drysdale e Roger Taylor. Nel doppio femminile hanno trionfato Françoise Dürr e Betty Stöve. Nel doppio misto la vittoria è andata a Margaret Court, in coppia con Marty Riessen.

## Seniors

### Singolare maschile
Ilie Năstase ha battuto in finale  Arthur Ashe con il punteggio di 3–6, 6–3, 6–7, 6–4, 6–3.
- È stato il 1º titolo del Grande Slam per Năstase e il suo 1º (e unico) US Open.

### Singolare femminile
Billie Jean King ha battuto in finale  Kerry Melville Reid con il punteggio di 6–3, 7–5.
- È stato il 9º titolo del Grande Slam per Billie Jean King, il suo 5º titolo dell'era open il suo 3º US Open.

### Doppio maschile
Cliff Drysdale /  Roger Taylor hanno battuto in finale  Owen Davidson /  John Newcombe con il punteggio di 6–4, 7–6, 6–3.

### Doppio femminile
Françoise Dürr /  Betty Stöve hanno battuto in finale  Margaret Court /  Virginia Wade con il punteggio di 6–3, 1–6, 6–3.

### Doppio misto
Margaret Court /  Marty Riessen hanno battuto in finale  Rosemary Casals /  Ilie Năstase con il punteggio di 6–3, 7–5.

## Juniors

### Singolare ragazzi
Torneo iniziato nel 1973

### Singolare ragazze
Torneo iniziato nel 1974

### Doppio ragazzi
Torneo iniziato nel 1982

### Doppio ragazze
Torneo iniziato nel 1982